# Jean de la Barrière
Jean de la Barrière (* 29. April 1544 in Saint-Céré; † 25. April 1600 in Rom) war ein französischer römisch-katholischer Geistlicher, Zisterzienserabt und Ordensgründer. Er steht am Anfang der Feuillanten.

## Leben und Werk

### Herkunft und Ausbildung
Jean de la Barrière wuchs als jüngstes Kind eines reichen Kaufmanns aus niederem Adel auf. Seine Heimatstadt Saint-Céré liegt zwischen Brive-la-Gaillarde, Aurillac und Cahors. Der Vater des Dichters François Maynard gehörte zu seinen Freunden. Nach dem Gymnasialabschluss in Bordeaux 1561 kaufte ihm der Vater die Pfründe des Kommendatarabts der Zisterzienserabtei Feuillant rund 50 km südwestlich Toulouse, was nicht mit Residenzpflicht verbunden war. Bis 1573 studierte er in Paris, wo der spätere Kardinal Arnaud d’Ossat (1537–1604) sein Mentor war, und schloss als Baccalaureus in Theologie ab.

### Zisterzienser und erste Reformversuche
Das Erlebnis der Bartholomäusnacht im August 1572 bewog ihn, seine Funktion als Zisterzienserabt ernst zu nehmen. Er vermachte sein Vermögen an die Familie, ließ sich am 9. Mai 1573 im Kloster Eaunes als Zisterzienser einkleiden und wurde in Lombez zum Subdiakon geweiht. Dann begab er sich in sein Kloster und wollte dort Reformen einführen, traf jedoch auf einen derart starken Widerstand, dass er zeitweise an Rücktritt dachte und von seinem Mentor zum Durchhalten aufgefordert werden musste. Am 6. April 1577 wurde er vom Bischof von Lombez in Toulouse zum Abt geweiht.

### Rückkehr zur strengen Ordensregel
1578 wurde er auf dem Generalkapitel in Cîteaux zum Visitator der Klöster im Umkreis Toulouse ernannt und versuchte, in wörtlicher Auslegung der Benediktsregel, ein asketisches Modell der Heiligkeit des Mönches durchzusetzen (Verständigung durch Zeichensprache, Schlaf- und Essenseinschränkung, Großraumübernachtung auf dem Boden mit Holzkissen, körperliche Bestrafung, Selbstkasteiung, körperliche Arbeit und Studienfeindlichkeit) nicht unähnlich den späteren Reformbewegungen von Rancé oder Augustin de Lestrange. 

### Gründung der Feuillanten
Seine extrem heroische Auffassung vom Klosterleben als Sühne für die Übel der Zeit (Reformation und Religionskriege) brachte ihn in Gegensatz zu Cîteaux, dessen Abt, der gleichzeitig Generalabt war, ihn um 1585 exkommunizierte. Dagegen wehrte er sich mit dreifacher Unterstützung, durch seinen Freundeskreis im Bereich Toulouse, durch den äußerst frommen König Heinrich III. und durch den Papst Sixtus V., der 1586 die „Kongregation Unserer Lieben Frau von Feuillant“ billigte und in Rom ab 1587 die ersten Klostergründungen der Kongregation erlaubte.

### Die Feuillanten für und wider den König
Auch in Paris konnte 1587 mit Unterstützung des Königs im Faubourg Saint-Honoré das Kloster Saint-Bernard gegründet werden, wo sich der König regelmäßig sehen ließ. Barrière verehrte Heinrich III. wie einen neuen König David und ließ täglich Psalm 20 für ihn beten. Die Macht des Königs schien ihm göttlichen Ursprungs. Damit geriet er zwischen die Räder der Politik, denn in Gestalt der Heiligen Liga war die katholische Partei königskritisch eingestellt, und dies erst recht, nachdem Heinrich im Dezember 1588 die Führer der Liga in Blois ermorden ließ. Dieses Ereignis führte in der Kongregation zu einer Spaltung, denn während Barrière auch jetzt noch an seiner Königsverehrung festhielt, schlug sich der Konvent des Pariser Klosters unter Führung des bedeutenden Priors Bernard de Montgaillard auf die Seite der Liga.

### Flucht nach Bordeaux und Tod des Königs
Barrière, der sich in Toulouse aufhielt, musste nach Bordeaux fliehen. Er wurde am 10. Juni 1589 von der Liga seines Amtes als Oberer der Kongregation enthoben, was aber vor allem in Paris von Wirksamkeit war und für das dortige Kloster galt. In Bordeaux gründete er das Feuillantenkloster Saint-Antoine. Beim Tod des Königs am 3. August 1589 hielt er ihm in Bordeaux eine viel beachtete Gedenkrede. 

### Absetzung
Papst Sixtus V. befahl Barrière auf ein außerordentliches Generalkapitel nach Turin, das im Dezember 1589 unter seinem nominellen Vorsitz stattfand, in Wirklichkeit jedoch weitreichende Beschlüsse über seinen Kopf hinweg fasste. Montgaillard war nicht gekommen. Barrière reiste nach Rom weiter und wurde sich erst dort der tatsächlichen Entmachtung bewusst, die Turin für ihn bedeutete. In Rom wurde 1590 ein weiteres Generalkapitel unter neutralem Vorsitz einberufen. Diesmal war auch Montgaillard anwesend. Um der Spaltung der französischen Feuillanten ein Ende zu setzen, wurden Barrière und Montgaillard abgesetzt. Montgaillard ging ins Ausland. 

### Mönch in Rom
Barrière, der für unwürdig erklärt wurde, jegliches Oberen-Amt zu übernehmen oder sich Gründer zu nennen, und dem verboten war, Rom zu verlassen, fügte sich widerspruchslos in sein Schicksal und lebte als einfacher Mönch heiligmäßig im Kloster Santa Pudenziana. 1596 beschloss ein weiteres Generalkapitel, die Causa Barrière bei Papst Clemens VIII. wieder aufzurollen, scheiterte aber am Einspruch von Alessandro de Franceschi, seit 1594 Bischof von Forli, Beichtvater des Papstes.

### Rehabilitierung und Tod
Stattdessen gelang es der reichen Gönnerin der Feuillanten, Caterina de’ Nobili (1540–1605), seit 1575 Witwe von Sforza Sforza di Santa Fiora, Robert Bellarmin, Kardinal seit 1599 und Freund des Papstes, für die Rehabilitierung zu gewinnen. Bellarmin stellte genaue Nachforschungen an und überzeugte den Papst und das Kardinalskollegium von der Unschuld des Feuillantengründers. Barrière wurde 1599 im Kloster San Bernardo alle Terme (wo er seit 1598 lebte) feierlich rehabilitiert. Ihm wurde heroische Geduld attestiert, und er wurde wieder mit allen Abtsinsignien (Ring, Krummstab und Mitra) bekleidet. Der Bischof von Forli musste sich persönlich bei ihm entschuldigen (und starb kurz darauf). Wenige Monate später raffte ihn eine Erkältung innerhalb von fünf Tagen dahin. Er starb in den Armen seines Mentors Arnaud d’Ossat. 

### Informelle Seligsprechung und Verehrung der Reliquien
Papst Clemens VIII. erwies dem aufgebahrten Leichnam die letzte Ehre, reihte ihn zusammen mit Karl Borromäus und Teresa von Avila ein in die Reihe der größten Toten seiner Amtszeit und erklärte ihn für selig per anticipatio (im Vorgriff auf ein Seligsprechungsverfahren). Zu einem regulären Verfahren kam es jedoch nicht, obwohl sich auch Franz von Sales, der ein Freund der Feuillanten war, dafür einsetzte. Barrières Herz kam ins Kloster Feuillant, der Leichnam wurde 1626 im Kloster San Bernardo in Rom in einem Mausoleum beigesetzt. Bei der Gelegenheit kam noch der Kopf nach Labastide-Clermont, die Füße in das Kloster Saint-Bernard in Paris und ein Oberschenkelhalsknochen nach Turin. Henri de Sponde (1568–1643, Bischof von Pamiers) übernahm den Transport. Im Kloster Feuillant wurden bis 1791 Herz- und Kopfreliquie jährlich am Todestag zur Verehrung ausgestellt. Sie wurden über die Französische Revolution hinaus gerettet und 1810 in einen Pfeiler der Basilika Saint Sernin in Toulouse eingemauert.